# 400 mètres haies féminin aux championnats du monde d'athlétisme 2022
Pour des articles plus généraux, voir Championnats du monde d'athlétisme 2022 et 400 mètres haies aux championnats du monde d'athlétisme.
Navigation
Doha 2019 Budapest 2023
L'épreuve du 400 mètres haies féminin des championnats du monde de 2022 se déroule les 19, 20 et 22 juillet 2022 au sein du stade Hayward Field à Eugene, aux États-Unis.

## Mimimas de qualification
Le minima de qualification est fixé à 55 s 40, la période de qualification est comprise entre le 27 juin 2021 et le 26 juin 2022.

## Résultats

### Finale
| Rang               | Athlète           | Pays       | Temps   | Notes |
| ------------------ | ----------------- | ---------- | ------- | ----- |
| Médaille d'or      | Sydney McLaughlin | États-Unis | 50 s 68 | WR    |
| Médaille d'argent  | Femke Bol         | Pays-Bas   | 52 s 27 | SB    |
| Médaille de bronze | Dalilah Muhammad  | États-Unis | 53 s 13 | SB    |
| 4                  | Shamier Little    | États-Unis | 53 s 76 |       |
| 5                  | Britton Wilson    | États-Unis | 54 s 02 |       |
| 6                  | Rushell Clayton   | Jamaïque   | 54 s 36 |       |
| 7                  | Gianna Woodruff   | Panama     | 54s 75  |       |
| 8                  | Hanna Ryzhykova   | Ukraine    | 54 s 93 |       |

### Demi-finales
Les 2 premières de chaque série (Q) aet les 2 meilleurs temps (q) se qualifient pour la finale.
| Rang | Série | Athlète            | Pays             | Temps | Notes |
| ---- | ----- | ------------------ | ---------------- | ----- | ----- |
| 1    | 3     | Sydney McLaughlin  | États-Unis       | 52.17 | Q     |
| 2    | 2     | Femke Bol          | Pays-Bas         | 52.84 | Q     |
| 3    | 1     | Dalilah Muhammad   | États-Unis       | 53.28 | Q, SB |
| 4    | 2     | Shamier Little     | États-Unis       | 53.61 | Q, SB |
| 5    | 2     | Rushell Clayton    | Jamaïque         | 53.63 | q, SB |
| 6    | 3     | Gianna Woodruff    | Panama           | 53.69 | Q, AR |
| 7    | 2     | Britton Wilson     | États-Unis       | 53.72 | q     |
| 8    | 3     | Shiann Salmon      | Jamaïque         | 54.16 |       |
| 9    | 3     | Viktoriya Tkachuk  | Ukraine          | 54.24 | SB    |
| 10   | 3     | Ayomide Folorunso  | Italie           | 54.34 | NR    |
| 11   | 2     | Sara Gallego       | Espagne          | 54.49 |       |
| 12   | 1     | Anna Ryzhykova     | Ukraine          | 54.51 | Q     |
| 13   | 2     | Viivi Lehikoinen   | Finlande         | 54.60 | NR    |
| 14   | 1     | Janieve Russell    | Jamaïque         | 54.66 |       |
| 15   | 3     | Amalie Iuel        | Norvège          | 54.81 |       |
| 16   | 1     | Zenéy van der Walt | Afrique du Sud   | 54.81 | PB    |
| 17   | 3     | Melissa Gonzalez   | Colombie         | 55.13 |       |
| 18   | 2     | Jessie Knight      | Royaume-Uni      | 55.39 |       |
| 19   | 1     | Paulien Couckuyt   | Belgique         | 55.42 |       |
| 20   | 1     | Portia Bing        | Nouvelle-Zélande | 55.53 |       |
| 21   | 1     | Sarah Carli        | Australie        | 55.57 | SB    |
| 22   | 1     | Rebecca Sartori    | Italie           | 55.90 |       |
| 23   | 2     | Linda Olivieri     | Italie           | 56.04 |       |
| 24   | 3     | Yasmin Giger       | Suisse           | 56.31 |       |

### Séries
Les 4 premières de chaque série (Q) et les 4 meilleurs temps (q) se qualifient pour les demi-finales.
| Rang | Série | Athlète            | Pays                    | Temps | Notes |
| ---- | ----- | ------------------ | ----------------------- | ----- | ----- |
| 1    | 3     | Femke Bol          | Pays-Bas                | 53.90 | Q     |
| 2    | 1     | Sydney McLaughlin  | États-Unis              | 53.95 | Q     |
| 3    | 4     | Dalilah Muhammad   | États-Unis              | 54.45 | Q     |
| 4    | 2     | Janieve Russell    | Jamaïque                | 54.52 | Q     |
| 5    | 5     | Britton Wilson     | États-Unis              | 54.54 | Q     |
| 6    | 5     | Ayomide Folorunso  | Italie                  | 54.69 | Q     |
| 7    | 5     | Amalie Iuel        | Norvège                 | 54.70 | Q, PB |
| 8    | 2     | Shamier Little     | États-Unis              | 54.77 | Q     |
| 9    | 4     | Shiann Salmon      | Jamaïque                | 54.91 | Q     |
| 10   | 1     | Anna Ryzhykova     | Ukraine                 | 54.93 | Q     |
| 11   | 2     | Viivi Lehikoinen   | Finlande                | 54.95 | Q     |
| 12   | 5     | Rushell Clayton    | Jamaïque                | 54.99 | Q     |
| 13   | 3     | Zenéy van der Walt | Afrique du Sud          | 55.05 | Q     |
| 14   | 1     | Sara Gallego       | Espagne                 | 55.09 | Q     |
| 15   | 3     | Gianna Woodruff    | Panama                  | 55.21 | Q     |
| 16   | 2     | Viktoriya Tkachuk  | Ukraine                 | 55.27 | Q     |
| 17   | 1     | Paulien Couckuyt   | Belgique                | 55.42 | Q     |
| 18   | 3     | Jessie Knight      | Royaume-Uni             | 55.48 | Q     |
| 19   | 3     | Rebecca Sartori    | Italie                  | 55.72 | q     |
| 20   | 2     | Portia Bing        | Nouvelle-Zélande        | 55.72 | q     |
| 21   | 4     | Sarah Carli        | Australie               | 55.89 | Q     |
| 22   | 1     | Yasmin Giger       | Suisse                  | 55.90 | q, SB |
| 23   | 2     | Linda Olivieri     | Italie                  | 56.09 | q     |
| 24   | 5     | Carolina Krafzik   | Allemagne               | 56.24 |       |
| 25   | 4     | Melissa Gonzalez   | Colombie                | 56.24 | Q     |
| 26   | 1     | Grace Claxton      | Porto Rico              | 56.40 |       |
| 27   | 5     | Taylon Bieldt      | Afrique du Sud          | 56.67 |       |
| 28   | 4     | Kristiina Halonen  | Finlande                | 56.68 | PB    |
| 29   | 2     | Aminat Jamal       | Bahreïn                 | 56.78 | SB    |
| 30   | 5     | Vera Barbosa       | Portugal                | 56.79 |       |
| 31   | 4     | Mo Jiadie          | Chine                   | 57.01 |       |
| 32   | 4     | Agata Zupin        | Slovénie                | 57.12 |       |
| 33   | 4     | Lina Nielsen       | Royaume-Uni             | 57.42 |       |
| 34   | 2     | Yanique Haye-Smith | Îles Turques-et-Caïques | 57.99 |       |
| 35   | 3     | Quách Thị Lan      | Viêt Nam                | 58.84 |       |
| 36   | 1     | Chayenne Da Silva  | Brésil                  | 59.46 |       |
|      | 3     | Daniela Ledecká    | Slovaquie               |       | DNF   |

## Légende
Records et Performances
- AR : Record continental (area record)
- CR : Record des championnats (championship record)
- MR : Record du meeting (meet record)
- NR : Record national (national record)
- OR : Record olympique (olympic record)
- PR : Record paralympique (paralympic record)
- PB : Record personnel (personal best)
- SB : Meilleure performance personnelle de la saison (season's best)
- WL : Meilleure performance mondiale de l'année (world leader)
- WJR : Record du monde junior (world junior record)
- WR : Record du monde (world record)

Circonstances et Conditions
- DNF : N'a pas terminé (did not finish)
- DNS : N'a pas pris le départ (did not start)
- DQ : Disqualification (disqualification)
- NM : Aucun essai valable enregistré (No Mark)
- Q : Qualifié « directement » au prochain tour (ou à la prochaine compétition), lors d'une compétition majeure, grâce au classement ou à la réalisation des minima (automatic qualifier)
- q : Qualifié au prochain tour (ou à la prochaine compétition), lors d'une compétition majeure, grâce au repêchage ou à la réalisation de l'une des meilleures performances parmi celles des « non qualifiés directement » (grâce au meilleur temps ou à la meilleure distance par exemple) (secondary qualifier)